# Vierstreifennatter
Die Vierstreifennatter (Elaphe quatuorlineata) ist eine Schlangenart aus der Familie der Nattern.

## Beschreibung
Diese große und kräftige Natter erreicht eine Länge von bis zu 2,40 Metern. Der Körper ist zusammengedrückt, im Querschnitt höher als breit. Junge Exemplare sehen anders aus als die erwachsenen Tiere, sie sind auf einer grauen Grundfarbe mit dunklen Flecken von unterschiedlicher Form und Größe gezeichnet. Im Laufe des Wachstums geht die graue Färbung allmählich in braun über, und an Stelle des Fleckenmusters bilden sich zwei dunkle Längsstreifen auf jeder Körperseite aus.  Bei der Östlichen Vierstreifennatter (Elaphe sauromates), die früher als Unterart angesehen wurde, wird die Fleckenzeichnung nicht zurückgebildet. 
An den Seiten ist die Vierstreifennatter stets heller als auf dem Rücken. Von der Jugendfärbung bleibt lediglich ein schwarzer Streifen vom Auge bis zum Mundwinkel erhalten. 

## Vorkommen

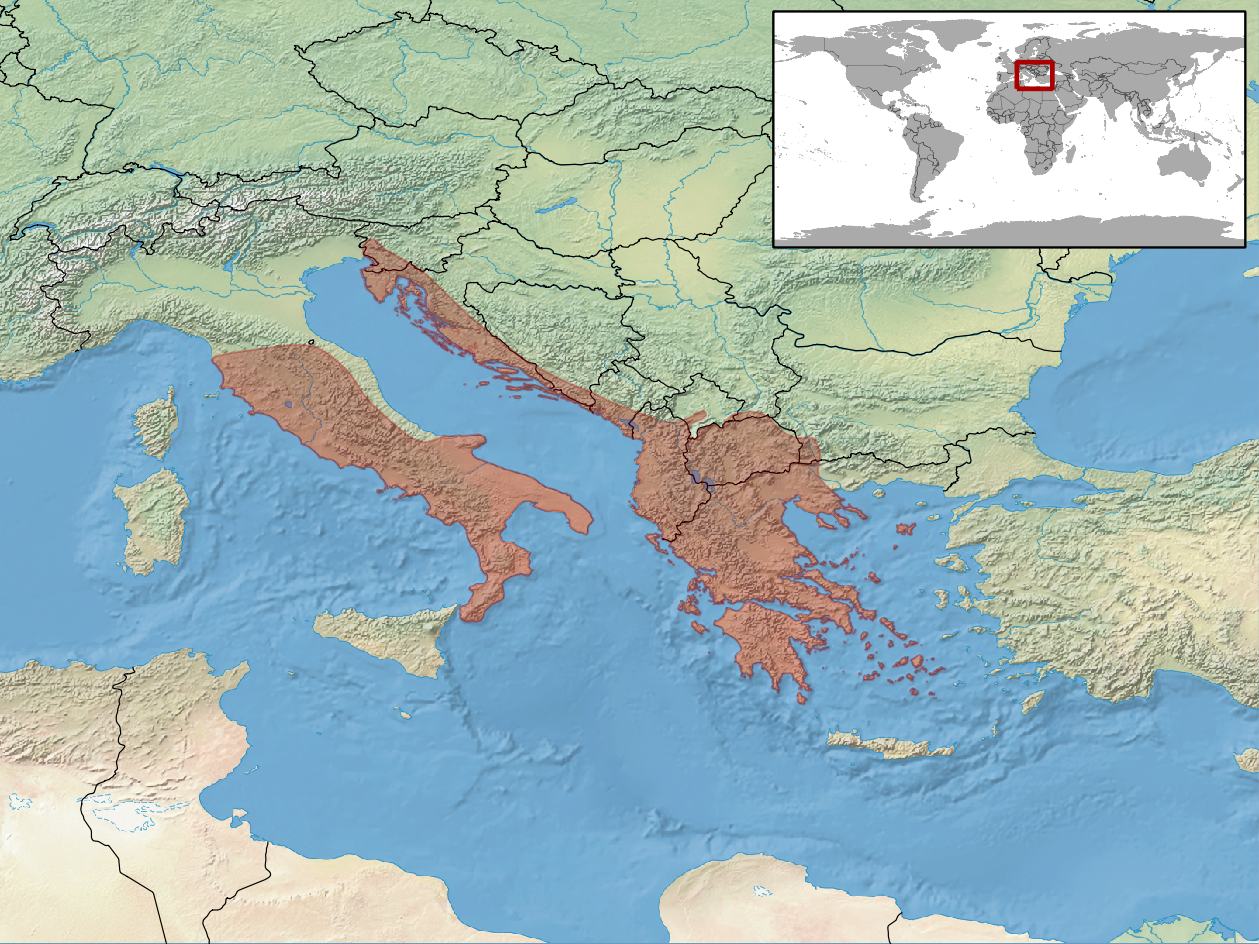
Verbreitungsgebiet nach IUCN

Sie bewohnt Italien von der Toskana und Umbrien an südlich bis Sizilien sowie weite Teile Südosteuropas über die Türkei und die Ukraine bis Westkasachstan, Nordirak und Syrien.
Die Vierstreifennatter bevorzugt steiniges, mit Büschen oder lichten Wäldern bestandenes Gelände. Sie klettert gut und besteigt häufig Büsche und Bäume. Dort nimmt sie Vogelnester aus, aber auch Eichhörnchen fallen ihr zum Opfer. Ansonsten erbeutet sie besonders in der Dämmerung Mäuse, Ratten, Maulwürfe, Hermeline und Wildkaninchen, die nach dem Biss blitzschnell umschlungen und erdrosselt werden.
Bei der Paarung hält das Männchen das Weibchen mit den Zähnen fest. Die 6 bis 16 Eier werden im Juli abgelegt. Die jungen Nattern erscheinen im September und ernähren sich anfangs hauptsächlich von Eidechsen.

## Unterarten
- E. q. muenteri (Bedriaga, 1882) – Griechenland (Kykladen)
- E. q. parensis Cattaneo, 1999 – Griechenland (Paros)
- E. q. quatuorlineata (Lacépède, 1789)
- E. q. scyrensis Cattaneo, 1999 – Griechenland (Skyros)

## Schutz
Die Vierstreifennatter wird von der Europäischen Union in den Anhängen II und IV der FFH-Richtlinie geführt und gilt damit als streng zu schützende Art von gemeinschaftlichem Interesse, für deren Erhaltung von den Mitgliedsstaaten besondere Schutzgebiete ausgewiesen werden müssen.